# The Source (film)
Pour le magazine, voir The Source (magazine).
Pour plus de détails, voir Fiche technique et Distribution.
The Source est un documentaire américain sur la Beat Generation, réalisé en 1999 par Chuck Workman. Il comprend des personnalités comme Johnny Depp, Dennis Hopper et John Turturro.

## Fiche technique
- Titre : The Source
- Réalisation : Chuck Workman
- Scénario : Chuck Workman
- Musique : David Amram et Philip Glass
- Photographie : Andrew Dintenfass, Tom Hurwitz, Don Lenzer, José Louis Mignone et Nancy Schreiber
- Montage : Chuck Workman
- Production : Chuck Workman
- Société de production : Beat Productions, Calliope Films et WNET
- Pays :  États-Unis
- Genre : Documentaire
- Durée : 88 minutes
- Dates de sortie : 
  -  États-Unis : 14 octobre 1999

## Distribution
- Johnny Depp : Jack Kerouac
- Dennis Hopper : William S. Burroughs
- John Turturro : Allen Ginsberg